# 洛根縣 (北達科他州)
洛根縣（英語：Logan County）是美國北達科他州南部的一個縣。面積2,619平方公里。根據2010年美國人口普查，共有人口1,990人。縣治拿破崙。
成立於1872～1873年達科他準州州議會立法年度，縣政府成立於1884年9月1日。縣名紀念代表伊利諾伊州的參議員、1884年副總統候選人約翰·A·洛根（John Alexander Logan）。